# Schwinde (Drage)
Schwinde ist ein Ortsteil von Drage, einer Gemeinde der Samtgemeinde Elbmarsch im niedersächsischen Landkreis Harburg.
Der Ort liegt nordöstlich des Hauptortes Drage zwischen Stove und Rönne an der Landesstraße L 217. Am nördlichen Ortsrand fließt die Elbe und verläuft die Landesgrenze zu Schleswig-Holstein, südöstlich verläuft die B 404. Zum Ortsteil Schwinde gehört das südlich gelegene Krümse.

## Baudenkmale

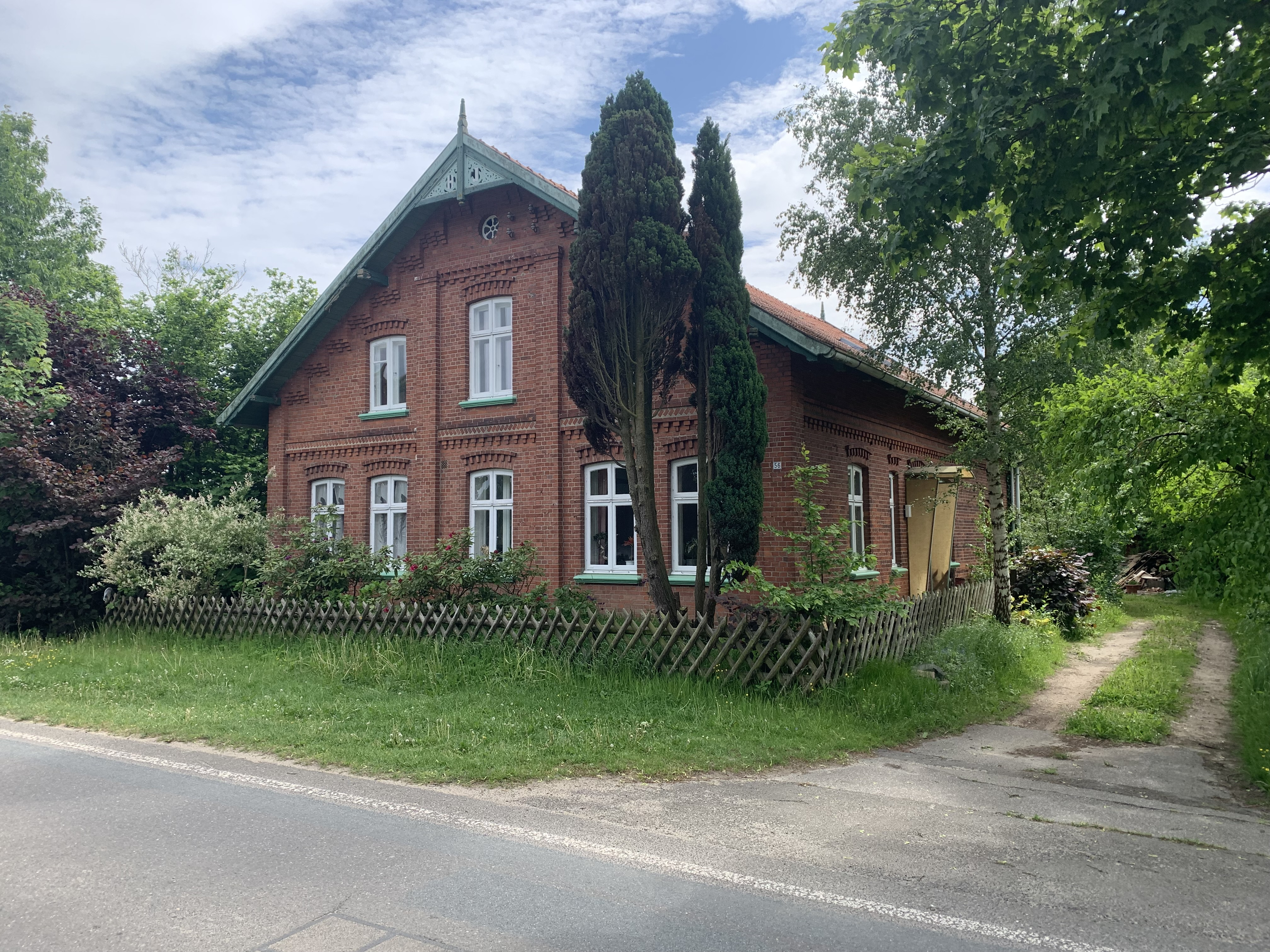
Wohnhaus (Schwinder Straße 56)

In der Liste der Baudenkmale in Drage (Elbe) sind für Schwinde zwei Baudenkmale aufgeführt:
- Bauernhaus (Schwinder Straße 23)
- Wohnhaus (Schwinder Straße 56)